# Риольфо, Карлос
Ка́рлос Рио́льфо Се́кко (исп. Carlos Riolfo Secco; 5 ноября 1905, Монтевидео — 5 декабря 1978, Монтевидео) — уругвайский футболист, полузащитник.

## Биография
На клубном уровне Карлос Риольфо выступал за «Пеньяроль» из Монтевидео, в составе которого трижды становился чемпионом Уругвая, а также за аргентинский «Эстудиантес» в первые годы профессионализма в аргентинском футболе. Свой последний сезон в профессиональном футболе в составе итальянского клуба «Палермо», однако за год так ни разу не появился в матчах Серии A.
Риольфо в составе сборной Уругвая становился чемпионом мира 1930 года — он был включён в заявку «Селесте», однако не выходил на поле.

## Титулы
- Чемпион Уругвая (3): 1926, 1928, 1929
- Чемпион мира: 1930